# NRP Tejo (D335)
O NRP Tejo foi um dos cinco contratorpedeiros da classe Douro construído para a Marinha Portuguesa na década de 1930. Ele permaneceu em serviço até 1965.

## Design e características
Os navios da classe Vouga foram projetados pela construtora naval britânica Yarrow e foram baseados no Ambuscade, um protótipo de contratorpedeiro construído para a Marinha Real Britânica em 1926 pela Yarrow. Tinham 98,45 metros de comprimento total e 93,57 metros entre perpendiculares, com boca de 9,45 metros e um calado de 3,35 metros. O navio deslocava 1 239 toneladas em carga padrão e 1 588 toneladas em plena carga.
Os Vouga eram movidos por duas turbinas a vapor Parsons-Curtis, cada uma acionando um eixo propulsor usando vapor fornecido por três caldeiras Yarrow. As turbinas, com potência nominal de 33 mil cavalos, destinavam-se a dar uma velocidade máxima de 36 nós (67 quilômetros por hora). Os contratorpedeiros carregavam óleo combustível suficiente para dar a eles um alcance de 10 mil quilômetros a quinze nós (28 quilômetros por hora).
O armamento era semelhante aos contratorpedeiros contemporâneos da Marinha Real, com um armamento de quatro canhões de 120 milímetros Vickers-Armstrong Mark G, e três canhões antiaéros Mark VIII de 40 milímetros. Eram equipados com dois tubos de torpedo quádruplos de 533 milímetros, enquanto dois lançadores de carga de profundidade e 12 cargas de profundidade constituíam o armamento antissubmarino dos navios. Até 20 minas podem ser transportadas. O complemento dos navios consistia em 147 oficiais e soldados.

## Serviço
Os cinco contratorpedeiros realizaram patrulhas para defender a neutralidade de Portugal durante a Segunda Guerra Mundial. Seu armamento antiaéreo foi revisado durante 1942-1943, com um canhão de 40 milímetros e um dos tubos de torpedos substituído por seis canhões de 20 milímetros. Os navios foram reformados pela Yarrow de 1946 a 1949, com o maquinário reformado, o armamento antiaéreo foi novamente revisado para três canhões Bofors de 40 milímetros em suportes motorizados e três canhões de 20 milímetros. Sonar e radares britânicos Tipo 285 e Tipo 291 foram instalados.